# Inermestoloides rumuara
Inermestoloides rumuara är en skalbaggsart som beskrevs av Martins och Maria Helena M. Galileo 2007. Inermestoloides rumuara ingår i släktet Inermestoloides och familjen långhorningar. Inga underarter finns listade i Catalogue of Life.